# Cantonul Marsanne
Cantonul Marsanne este un canton din arondismentul Nyons, departamentul Drôme, regiunea Rhône-Alpes, Franța.

## Comune
- La Bâtie-Rolland
- Bonlieu-sur-Roubion
- Charols
- Cléon-d'Andran
- Condillac
- La Coucourde
- La Laupie
- Manas
- Marsanne (reședință)
- Roynac
- Saint-Gervais-sur-Roubion
- Saint-Marcel-lès-Sauzet
- Sauzet
- Savasse
- Les Tourrettes